# Tempora mutantur
Tempora mutantur è una locuzione latina che significa "I tempi cambiano".
Viene spesso utilizzata nelle forma più lunga, in esametri, Tempora mutantur et nos mutamur in illis o più comunemente Tempora mutantur, nos et mutamur in illis che significano "I tempi cambiano e noi cambiamo con essi".
La frase non si trova nel latino classico, ma è una variante di frasi di Ovidio, al quale viene talvolta attribuita per errore. Invece essa risale alla prima metà del XVI secolo, quando fu coniata in Germania nel corso della riforma Protestante e venne resa popolare in varie forme.

## Differenti versioni
La forma
"Tempora mutantur, nos et mutamur in illis "
Strettamente tradotta "i tempi cambiano e noi cambiamo con essi", come molti adagi, proverbi e massime latini è espressa in esametri, una forma metrica poetica tipica dei poemi epici, sia nella letteratura latina che in quella greca. In questa versione l'accento cade su "et" che segue "nos", conferendogli  enfasi. In questa posizione "et" funziona come forma abbreviata di "etiam" con il significato di "anche", "persino", perciò la traduzione più appropriata sarebbe "I tempi cambiano, anche noi cambiamo con essi" anziché il semplice "e noi cambiamo con essi".
Il verbo latino mūtō ha in sé sia l'eccezione di cambiare che quella di muoversi, quindi una lettura differente potrebbe essere "I tempi si muovono, e noi andiamo avanti (ci muoviamo) con essi". Questo richiama l'immagine del fiume che scorre come in Eraclito: Πάντα ῥεῖ (panta rei) "tutto scorre".

## Storia
La nozione di cambiamento, del mutamento continuo, data, nella filosofia occidentale almeno ad Eraclito, ed è riassunto nel greco antico panta rhei. La formulazione Latina "Tempora mutantur" non è classica, e non ha una attribuzione generalmente accettata -viene spesso identificata come "tradizionale" sebbene sia frequentemente attribuita erroneamente, in particolare a Ovidio. È tipicamente considerata una variante di  omnia mutantur ("tutto cambia") da Le metamorfosi (Ovidio), nella frase omnia mutantur, nihil interit "tutto cambia nulla perisce", ad ogni modo la più antica attribuzione certa è del teologo tedesco  Caspar Huberinus che usa Tempora mutantur come variante di tempora labuntur dai  Fasti di Ovidio. : "i tempi scorrono". La frase "Tempora mutantur potrebbe dunque essere vista come un ibrido di tempora labuntur e omnia mutantur, entrambe di Ovidio.

## Varianti
Nel XVI secolo e all'inizio del XVII apparvero varie forme latine e vernacolare

### Tedesco
Le prime attestazioni si trovano nella letteratura latina della Germania del XVI secolo:
Prima del 1554 il riformatore protestante Caspar Huberinus (1500–1553) completò i versi dei Fasti di Ovidio con "Tempora mutantur". Nei Fasti, VI, 771–772 si legge:
Tempora labuntur, tacitisque senescimus annis,
et fugiunt freno non remorante dies.
Il tempo scivola via , e noi invecchiamo con gli anni silenziosi,
e i giorni scappano senza controllo
I Fasti erano popolari nel XVI secolo e questo passaggio, verso la fine dell'ultimo libro, è stato interpretato come espressione dell'invecchiamento stesso del poeta.
Varie forme latine più estese e traduzioni vernacolare apparvero nel XVI e XVII secolo.
Huberinus riscrive la seconda riga come:
Tempora labuntur, tacitisque senescimus annis;
Tempora mutantur, nosque mutamur in illis.
(nosque ha lo stesso significato di nos et, con un differente ritmo esametrico.)
La traduzione tedesca fu aggiunta nel 1565 da Johannes Nas:
Tempora mutantur et nos mutamur in ipsis;
Die zeit wirdt verendert / vnd wir in der zeit.
(ipsis = "sé stessi")
Infine un  distico dedicato da Matthew Borbonius nel 1595 all'imperatore Lotario I. 
Also selected for the anthology Delitiae Poetarum Germanorum, 1612, vol. 1, p. 685 (GIF).
| Omnia mutantur, nos et mutamur in illis Illa vices quasdam res habet, illa vices.[7][8] |  | Tutte le cose sono cambiate e noi siamo cambiati con esse |

### Inglese
Nella letteratura vernacolare inglese è citata come espressione proverbiale in  Description of England, 1577, p. 170, parte de Holinshed's Chronicles di William Harrison nella forma
Tempora mutantur, et nos mutamur in illis
con la traduzione :
"The times change, and we change with them."
Appare nell'  Euphues di John Lyly I 276, 1578, come citato nel  Dictionary of Proverbs,  di George Latimer Apperson, Martin Manser, p. 582 as
"The tymes are chaunged as Ouid sayeth, and wee are chaunged in the times."
I tempi cambiano, come dice Ovidio, e noi siamo cambiati nei tempi
"The times are changed, as Ovid says, and we are changed in the times."
Acquisì popolarità come distico di  John Owen, nei suoi popolari Epigrammata, 1613 Lib. I. ad Edoardum Noel, epigram 58 O Tempora!:
Tempora mutantur, nos et mutamur in illis;
Quo modo? fit semper tempore pejor homo.

"com'è possibile? L'uomo diventa sempre peggiore nel tempo"